# USS Crevalle (SS-291)
Za druga plovila z istim imenom glejte USS Crevalle.
USS Crevalle (SS-291) je bila jurišna podmornica razreda balao v sestavi Vojne mornarice Združenih držav Amerike.

## Zgodovina
Med drugo svetovno vojno je potopila ladje v teži 51.814 ton in opravila 7 bojnih plovb.